# 六本木ディスコ照明落下事故
六本木ディスコ照明落下事故（ろっぽんぎディスコしょうめいらっかじこ）は、1988年（昭和63年）1月5日に東京都港区六本木7丁目の高級ディスコ「トゥーリア」で発生した照明装置落下事故。

## 事故の概略
事故発生の場所は東京都港区六本木7-13-7にあったディスコ「トゥーリア」である。
このディスコの2階天井には、天井の巻取ドラムから直径6mmのワイヤ8本で吊られた可動式大型照明装置があった。ストロボスコープやスポットライトが取り付けられ、上下に動かすことができ、長さ5.5m、幅3.5m、厚さ1.5mの楕円形で重量約1.8tであった。アメリカ製のバリライトであると称していたが、この事故で国産のコピー品と判明している。
1988年（昭和63年）1月5日21時40分頃、ワイヤを巻き取るドラムとモーターを結ぶチェーンが切断し、吹き抜けとなっている地下1階のダンスフロアまで8.2m落下するに至った。床から2mの高さでストッパーが掛かる設計になっていたがあまりの落下速度にストッパーは掛からなかった。
女性13名・男性4名の計17名が照明装置の下敷きになり、目黒区の看護自衛官（21歳女性）、桐生市の予備校職員（26歳女性）、世田谷区の会社員（24歳男性）の3名が死亡、14名が負傷した。落下した照明装置は楕円形で中央部には何もない形状であったため、落下時に中央にいた来店客は運よく難を逃れた。当時このディスコのフロア内には約200人がおり、プロ野球選手の桑田真澄と当時スポーツメーカーカドヤスポーツの販売促進課長だった中牧昭二、さらに女優の相楽晴子がいたと報道された。
昇降動作の頻度は設計上4回/日であったが実際には15 - 20回昇降動作させていた。当初は店員の操作ミスのように報道されたが、上下動の際はワイヤーに約3.2tの荷重がかかるところ、1t程度の荷重にしか耐えられない設計であったとして、照明器具を施工した会社社長が執行猶予付きの有罪判決を受けており、店側の関係者は不起訴となった。

## 事故の影響
この事故を受け懸垂物安全指針・同解説が取りまとめられた。
事故で負傷した一人の21歳学生は障害が残ったものの年金非加入であったことから無年金障害者となり、国民年金未加入を理由に障害基礎年金が支給されないのは憲法違反だとして、国側に不支給処分の取り消しと国家賠償を求め訴訟を起こした。
なお本訴訟は平成19年9月28日、最高裁判所にて棄却判決となっている。（平成17(行ツ)246)